# Ferenc Cakó
Pour les articles homonymes, voir Cakó.
Dans le nom hongrois Cakó Ferenc, le nom de famille précède le prénom, mais cet article utilise l’ordre habituel en français Ferenc Cakó, où le prénom précède le nom.

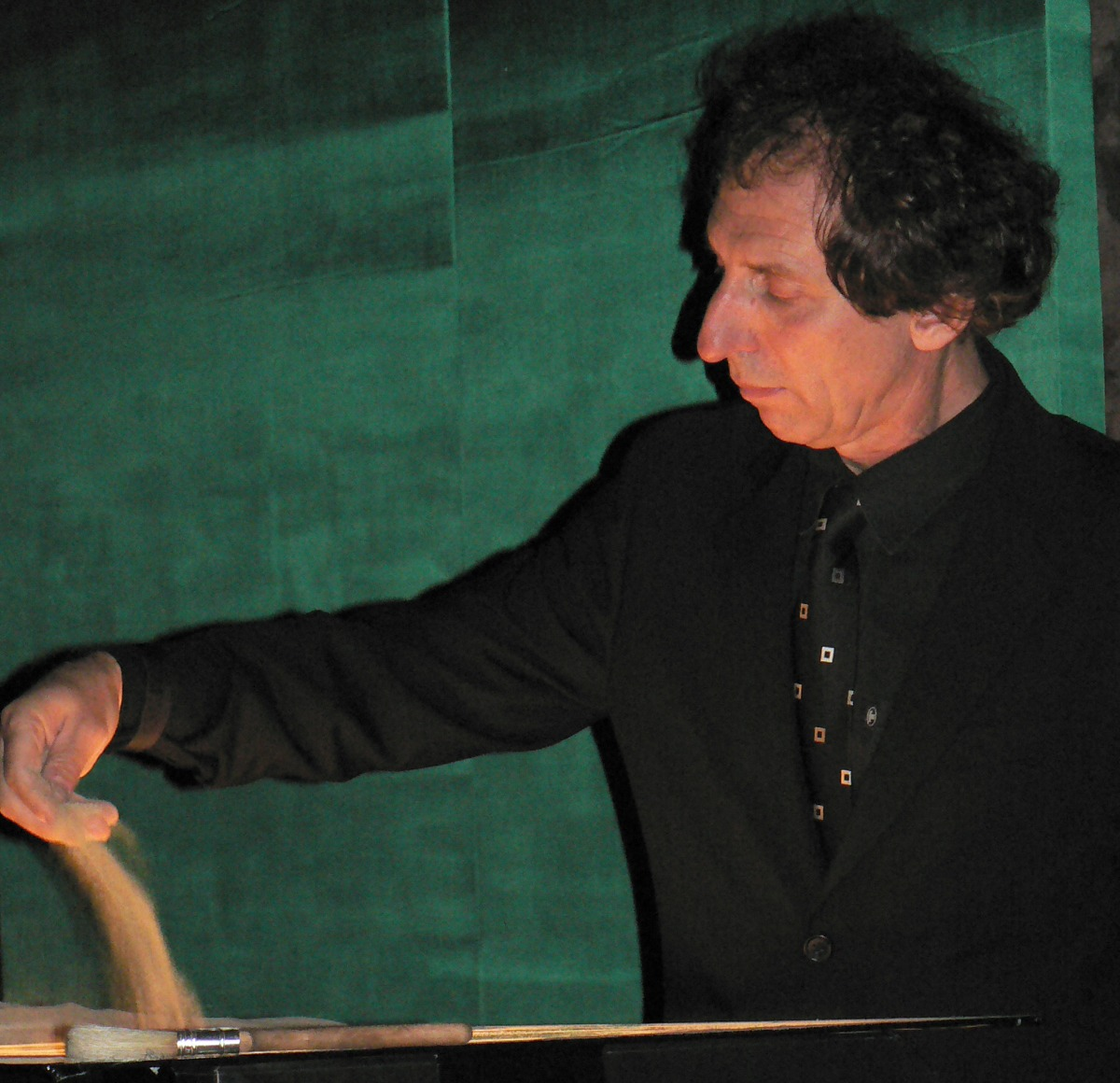
Ferenc Cakó lors d'un spectacle en 2006

Ferenc Cakó, né le 18 novembre 1950 à Budapest en Hongrie, est un artiste hongrois pratiquant l'animation de sable.

## Biographie
En 1973, 1974, 1983, 1988 et 1995, ses films sont présentés en compétition au Festival de Cannes dans la catégories courts métrages et longs métrages

## Prix et distinction
1983- Prix de la critique internationale  pour Ad astra au Festival d'animation d'Annecy